# Чернявский, Валентин Семёнович
Валентин Семёнович Чернявский (род. 3 июля 1951, с. Ново-Сухотино, Красноармейский район, Кокчетавская область) — российский политический деятель, депутат Государственной думы пятого созыва (2007—2011).

## Биография
Родился 3 июля 1951 года в селе Ново-Сухотино Кокчетавской области. В 1972 году окончил Омскую высшую школу милиции МВД СССР, а спустя пять лет — Академию МВД СССР, доктор юридических наук, профессор, академик РАЕН (с 1996 года).
С августа 2000-го по июнь 2001 года — заместитель министра внутренних дел РФ. В мае 2002 года избран представителем в Совете Федерации Федерального собрания РФ от Законодательного собрания Омской области.
В декабре 2005 года занял должность руководителя Аппарата Госдумы России. 2 декабря 2007 года избран депутатом Госдумы по списку «Единой России» от Омской области.